# السباحة في الألعاب الأولمبية الصيفية 2024
ستقام منافسات السباحة في دورة الألعاب الأولمبية الصيفية 2024 في باريس في الفترة من 27 يوليو إلى 9 أغسطس 2024. ستقام احداث الحوض (من 27 يوليو إلى 4 أغسطس) في صالة باريس لا ديفانس ، اما ماراثون السباحة الذي يستمر يومين (من 8 إلى 9 أغسطس) سوف يعقد عند جسر ألكسندر الثالث عبر نهر السين .  